# Покусінська Людмила Василівна
Людмила Василівна Покусінська (нар. 1975, м. Борщів, Тернопільська область) — українська художниця, дизайнер, науковець, педагог. Членкиня Міжнародної асоціації «Союз дизайнерів». Дружина Олексія Покусінського.

## Життєпис
Людмила Покусінська народилася 1975 року в місті Борщеві, нині Борщівської громади Чортківського району Тернопільської области України.
Закінчила Львівську академію мистецтв (2000). Працює у філії Придністровського державного університету ім. Тараса Шевченка (м. Рибниця, Молдова).

## Творчість
Від 1999 — на творчій роботі. Учасниця міських, регіональних та міжнародних виставок, конкурсів, симпозіумів і конференцій.
Займається науково-методичною роботою, автор монографій і статей. Працює у сфері декоративно-прикладного мистецтва і дизайну.
2009 року картинна галерея ім. А. В. Лосєва закупила гобелен Людмили Василівни «Ангел — Хранитель».
Людмила та Олексій Покусінські видали книгу «Борщівська народна сорочка. Матеріали. Крій. Техніка шитва. Колекція Борщівського краєзнавчого музею» (2013).

## Нагороди та відзнаки
- Всеукраїнська літературно-мистецька премія імені Братів Богдана та Левка Лепких (2016) — за монографію «Борщівська народна сорочка. Матеріали. Крій. Техніка шитва. Колекція Борщівського краєзнавчого музею» (2012)[1];
- Тернопільська обласна премія імені Ярослави Музики (2016)[2]
- лавреатка відкритого конкурсу «Стародавнє місто на Дністрі» присвяченого 600-річчю міста Бендери. III — місце в номінації «Декоративно-прикладне мистецтво», м Бендери (2008);
- лавреатка Державної конкурсу «Рідне Придністров’я» — I місце в номінації «Образотворче мистецтво» (2010, декоративно-прикладне мистецтво).